# Alex Pullin
Alex Pullin, även känd under smeknamnet Chumpy, född 20 september 1987 i Mansfield, Victoria, död 8 juli 2020 i Gold Coast, Queensland, var en australisk snowboardåkare som deltog i vinter-OS både 2010, 2014 och 2018. Han var även en tvåfaldig världsmästare i snowboardcross (boardercross).
Den 8 juli 2020 påträffades Pullin drunknad på havets botten i Gold Coast, Queensland efter att han hade varit ute på spjutfiske. Man försökte då göra hjärt- och lungräddning på honom, vilket pågick i 45–50 minuter. Pullins liv gick dock inte att rädda.

### Webbkällor
- ”Alex Pullin död – drunknade under fisketur”. Dagens Nyheter. 8 juli 2020. https://www.svd.se/varldsmastaren-drunknade-under-fisketur. Läst 10 juli 2020.